# Малюга, Иван Григорьевич
Иван Григорьевич Малюга (1853 — 1933) — русский военный инженер и педагог, генерал-лейтенант, заслуженный профессор и почётный член Конференции Николаевской инженерной академии. Член Русского технического общества.

## Биография
В службу вступил в 1870 году после окончания Орловского Бахтина кадетского корпуса. В 1873 году после окончания Николаевского инженерного училища по I разряду, произведён в подпоручики и выпущен в 5-й сапёрный батальон. В 1877 году произведён в поручики, в 1878 году в штабс-капитаны.
В 1879 году после окончания  Николаевской инженерной академии по I разряду получил назначение военного инженера в Керченское крепостное инженерное управление.  В 1881 году произведён в капитаны. 
В 1882 году назначен репетитором, с 1886 года после защиты первой диссертации назначен штатным преподавателем   НИА и НИУ.  В 1889 году  произведён в подполковники.
В 1890 году назначен  адъюнкт-профессором, в 1891 году после защиты второй диссертации назначен экстраординарным профессором НИА. В 1893 году за отличие по службе в полковники. В 1899 году назначен ординарным профессором НИА. В 1900 году за отличие по службе произведён в генерал-майоры. 20 октября 1901 года высочайшим приказом получил звание заслуженный ординарный профессор и был назначен почётным членом Конференции НИА.
10 января 1910 года произведён в генерал-лейтенанты с увольнением в отставку, после отставки продолжил преподавать теорию на кафедре строительного искусства. После Октябрьской революции преподавал в Военно-технической академии РККА.
Умер в 1933 году в Ленинграде.

## Награды
Награждён всеми орденами Российской империи вплоть до ордена Святого Станислава 1-й степени высочайше пожалованного ему в 1909 году.